# Lijst van administratieve eenheden in Hậu Giang
Deze lijst bevat een overzicht van administratieve eenheden in Hậu Giang (Vietnam).
De provincie Hậu Giang ligt in het zuiden van Vietnam, dat ook wel de Mekong-delta wordt genoemd. De oppervlakte van de provincie bedraagt 1601,1 km² en telt ruim 798.000 inwoners. Hậu Giang is onderverdeeld in één stad, één thị xã en vijf huyện.

## Stad

### Thành PhốVị Thanh
- Phường 1
- Phường 3
- Phường 4
- Phường 5
- Phường 7
- Xã Hỏa Lựu
- Xã Hỏa Tiến
- Xã Tân Tiến
- Xã Vị Tân

## Thị xã

### Thị xãNgã Bảy
- Phường Hiệp Thành
- Phường Lái Hiếu
- Phường Ngã 7
- Xã Đại Thành
- Xã Hiệp Lợi
- Xã Tân Thành

## Huyện

### Huyện Châu Thành
- Thị trấn Ngã Sáu
- Xã Đông Phú
- Xã Đông Phước
- Xã Đông Phước A
- Xã Đông Thạnh
- Xã Phú An
- Xã Phú Hữu
- Xã Phú Hữu A
- Xã Phú Tân

### Huyện Châu Thành A
- Thị trấn Bảy Ngàn
- Thị trấn Cái Tắc
- Thị trấn Một Ngàn
- Thị trấn Rạch Ngói
- Xã Nhơn Nghĩa A
- Xã Tân Hòa
- Xã Tân Phú Thạnh
- Xã Thạnh Xuân
- Xã Trường Long A
- Xã Trường Long Tây

### Huyện Long Mỹ
- Thị trấn Long Mỹ
- Thị trấn Trà Lồng
- Xã Long Bình
- Xã Long Phú
- Xã Long Trị
- Xã Long Trị A
- Xã Lương Nghĩa
- Xã Lương Tâm
- Xã Tân Phú
- Xã Thuận Hòa
- Xã Thuận Hưng
- Xã Vĩnh Thuận Đông
- Xã Vĩnh Viễn
- Xã Vĩnh Viễn A
- Xã Xà Phiên

### Huyện Phụng Hiệp
- Thị trấn Cây Dương
- Thị trấn Kinh Cùng
- Xã Bình Thành
- Xã Hiệp Hưng
- Xã Hòa An
- Xã Hòa Mỹ
- Xã Long Thạnh
- Xã Phụng Hiệp
- Xã Phương Bình
- Xã Phương Phú
- Xã Tân Bình
- Xã Tân Long
- Xã Tân Phước Hưng
- Xã Thạnh Hòa

### Huyện Vị Thủy
- Thị trấn Nàng Mau
- Xã Vị Bình
- Xã Vị Đông
- Xã Vị Thắng
- Xã Vị Thanh
- Xã Vị Thủy
- Xã Vị Trung
- Xã Vĩnh Thuận Tây
- Xã Vĩnh Trung
- Xã Vĩnh Tường